# Gardola
Gardola è una frazione del comune di Tignale, in provincia di Brescia.

## Società
Abitanti censiti

### Parrocchia di Santa Maria Assunta

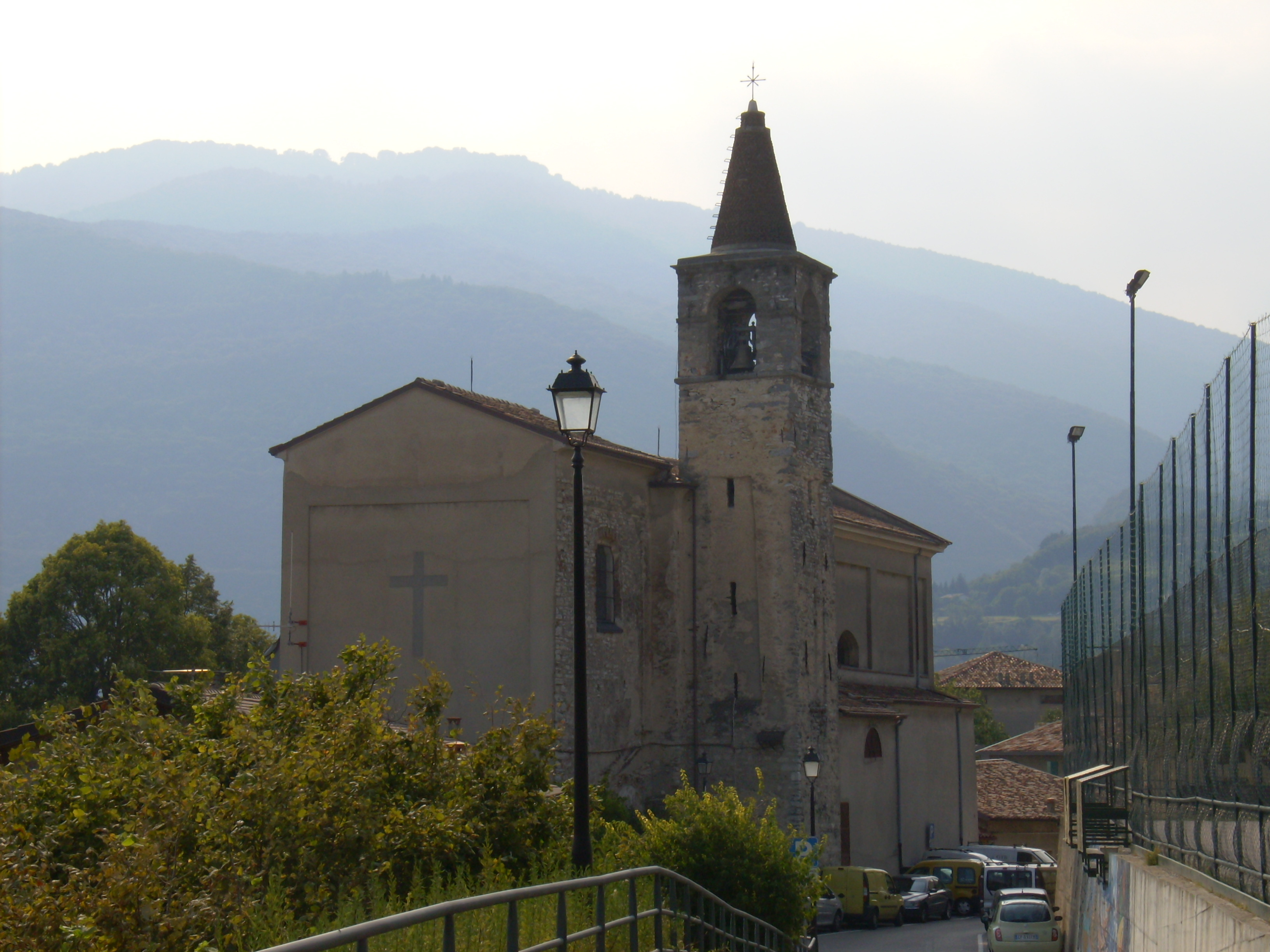
Chiesa di Santa Maria Assunta

Solo una leggenda sostiene che la chiesa parrocchiale sia stata costruita su un tempio del dio Bergimo. La chiesa sembra invece sia stata costruita nel sec. XIV e ristrutturata nel sec. XVI. Gli atti della curia vescovile di Trento registrano documenti del 1537-1580. Nel 1537 si registra l'esistenza di una confraternita del SS. Sacramento. Il 21 marzo 1632 viene deliberata la costruzione dell'altare del Rosario, consacrato l'anno dopo. Il 24 agosto 1660 venivano deliberate riparazioni. 
La chiesa veniva consacrata l'8 ottobre 1779. In seguito a gravi cedimenti, nel 1953-1954 la chiesa veniva in gran parte ristrutturata e consolidata. Il 4 settembre 1954 essa fu consacrata dal vescovo mons. G. Tredici. Nuovi restauri, per iniziativa del parroco don Angelo Gozio, vennero compiuti nel 1990, durante i quali venne riaperta la finestra del presbiterio, arricchita di vetrate con i simboli eucaristici. Ad unica navata, di m 40x16x12 di altezza, la chiesa è scandita da quattro arcate-cappelle per parte. Non è decorata se non nella cupola del presbiterio. Entrando, a destra si trova l'altare di S. Francesco che riceve le stimmate, con pala di buona scuola veronese del tardo '500. L'altare della Madonna del Rosario ha una pala (olio su tela), secondo Gaetano Panazza, di intitolazione palmesca, e da alcuni attribuita a Francesco Giugno. L'altare maggiore ha un ciborio opera dei Boscaì. 
La pala raffigura l'Assunzione della B. V., firmata da G. Bertanza e datata 1623. Ai lati dell'altare maggiore sono appese due tele: una di esse raffigura i SS. Antonio ab., Rocco e Caterina d'Alessandria, di ignoto autore del '500 considerato vicino al Torbido; l'altra dedicata a Maria Madre della Chiesa, di Francesco Squassina (1974). Scendendo sulla sinistra, si trova un altare dedicato a S. Antonio di Padova raffigurato in una pala di Alessandro Campi (sec. XVIII). Interessante è lo strappo proveniente dalla casa parrocchiale con il Leone di S. Marco con castello e torre. Il Battistero è adorno di una tela raffigurante il Battesimo di Gesù, opera del ferrarese Mario Capuzzo (1954), copia del quadro del Verrocchio degli Uffizi a Firenze. 
L'organo venne costruito con delibera comunale del 22 maggio 1633. Venne probabilmente ricostruito verso la fine del '700 da Gerolamo Bonatti. Seguirono interventi di Paride Fancini di Sopraponte e, di nuovo, di Giovanni Tonoli, originario del luogo. In grave abbandono, venne poi restaurato nel 1988. Nella chiesa esistono tele di Andrea Celesti, raffiguranti la Visitazione ad Elisabetta, la Natività, l'Adorazione dei Magi. Nel 1994 la Compagnia di S. Angela donò alla chiesa due tele di Maria Grazia Scarduelli raffiguranti la visione di S. Angela al Brudazzo e S. Angela catechista.
| Insediamento   | Parroco            |
| -------------- | ------------------ |
| 13 maggio 1785 | Andrea Zaniboni    |
| 10 agosto 1820 | Pietro Roncetti    |
| 18 aprile 1854 | Pietro Roncetti    |
| 24 luglio 1877 | Giuseppe Roncetti  |
| 11 luglio 1883 | Domenico Triboldi  |
| 21 aprile 1913 | Bartolomeo Zanelli |
| 4 marzo 1920   | Domenico Prenguber |
| 24 aprile 1945 | Benvenuto Socini   |
| 1 ottobre 1966 | Andrea Ravasio     |
| 1 aprile 1985  | Angelo Gozio       |
| 1 aprile 1998  | Cesare Cancarini   |
| 2005           | Giuseppe Mattanza  |
| 2021           | Mauro Merigo       |